# Bibliothèque des textes philosophiques
Die Bibliothèque des textes philosophiques (Bibliothek philosophischer Texte) ist eine französische philosophische Buchreihe mit Texten von der Antike bis in die Gegenwart, die seit 1931 bei J. Vrin in Paris erscheint. 

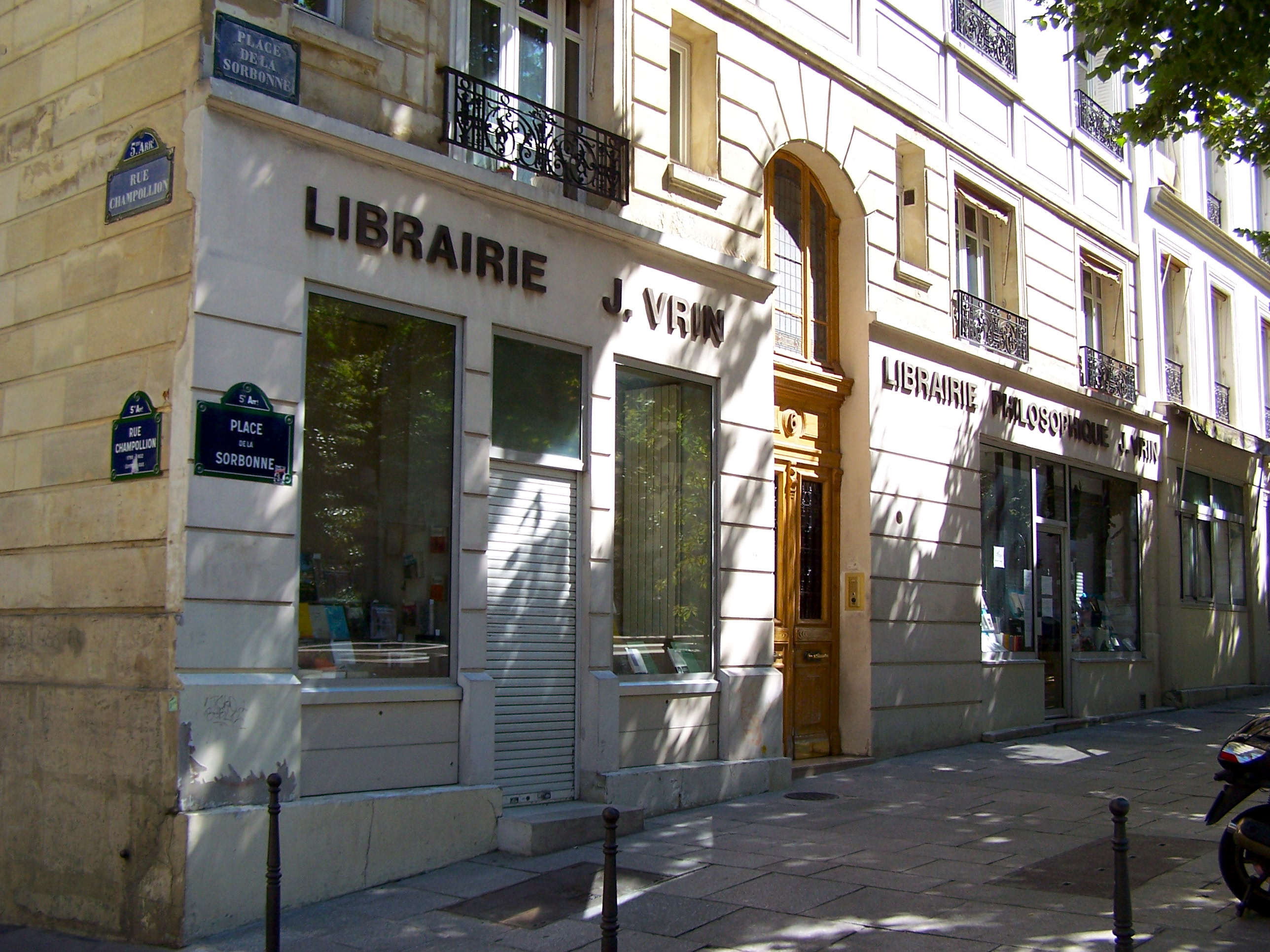
Buchhandlung J. Vrin am Place de la Sorbonne, Ecke Rue Champollion in Paris

 Joseph Vrin (1884–1957) war ein französischer Buchhändler und Verleger, der sich auf philosophische Bücher spezialisiert hatte. Seit ihrer Gründung befindet sich seine Buchhandlung, die Librairie philosophique J. Vrin, am Place de la Sorbonne im Quartier Latin in Paris. Die von Henri Gouhier gegründete Buchreihe wurde bis 2014 unter der Regie von Jean-François Courtine herausgegeben, heute von Emmanuel Cattin. Von wenigen Ausnahmen abgesehen, enthält die Reihe Werke der westlichen Philosophie. Im Folgenden wird eine Übersicht zu einigen der darin enthaltenen Werke gegeben (in französischen Namensformen):

## Bände
- Œuvres complètes Tome V : Histoire des sciences, épistémologie, commémorations 1966–1995 / Georges Canguilhem
- Œuvres complètes tome VIII : Correspondance / Destutt de Tracy
- Leçons sur l’histoire de la philosophie I. G.W.F. Hegel
- Traité 31 Sur la Beauté intelligible / Plotin
- De homine / Thomas Hobbes
- Essais et conférences I / Franz Brentano
- Leçons sur la logique et la métaphysique / G.W.F. Hegel
- Nature et esprit / Edmund Husserl
- Essais philosophiques / Destutt de Tracy
- Écrits esthétiques / Bernard Bolzano
- Phénoménologie, psychologie, psychiatrie / Ludwig Binswanger
- Traité 20 Qu’est-ce que la dialectique? / Plotin
- Science de la logique / G.W.F. Hegel
- Le monde naturel comme problème philosophique / Jan Patočka
- Correspondance / Gottfried Wilhelm Leibniz et Burcher De Volder
- Œuvres complètes tome VII : Commentaire sur l’Esprit des lois de Montesquieu / Destutt de Tracy
- Science de la logique / G.W.F. Hegel
- De l’homme / Thomas Hobbes
- Questions disputées sur la vérité / Thomas d’Aquin
- Science de la logique / G.W.F. Hegel
- Métaphysique Èta / Aristote
- Métaphysique Epsilon / Aristote
- Œuvres complètes Tome IV : Résistance, philosophie biologique et histoire des sciences 1940–1965 / Georges Canguilhem
- Œuvres complètes tome VI : Éléments d’idéologie Traité de la volonté et de ses effets / Destutt de Tracy
- Réflexions sur la philosophie morale Principes de la philosophie pratique première / Emmanuel Kant / Alexander Gottlieb Baumgarten
- Essai sur l’origine des connaissances humaines / Étienne Bonnot de Condillac
- Métaphysique Delta / Aristote
- Œuvres complètes tome V : Éléments d’idéologie Logique / Destutt de Tracy
- Essais philosophiques / Hans Jonas
- Œuvres complètes tome IV : Éléments d’idéologie Grammaire / Destutt de Tracy
- Dictionnaire des synonymes / Étienne Bonnot de Condillac
- Phénoménologie réaliste / Adolf Reinach
- Œuvres choisies II / Dietrich de Freiberg
- Œuvres complètes tome III : Éléments d’idéologie Idéologie proprement dite / Destutt de Tracy
- Œuvres complètes Tome I : Écrits philosophiques et politiques (1926–1939) / Georges Canguilhem
- Aristote ses devanciers, ses successeurs / Jan Patočka
- Du cheminement de la pensée / Émile Meyerson
- Questions disputées sur la vérité / Thomas d’Aquin
- Réflexions métaphysiques / Emmanuel Kant
- Œuvres complètes XI Écrits de jeunesse et pièces diverses / Antoine-Augustin Cournot
- Éléments du droit naturel et politique / Thomas Hobbes
- Leçons sur la philosophie de la religion / G.W.F. Hegel
- Manifeste du Cercle de Vienne et autres écrits / Rudolf Carnap, Hans Hahn, Otto Neurath, Moritz Schlick, Friedrich Waismann
- Traité d’éthique / Miskawayh
- Premiers écrits / Bernard Bolzano
- Œuvres complètes tome I : Premiers écrits Sur l’éducation et l’instruction publique / Destutt de Tracy
- Essais et traités sur plusieurs sujets II / David Hume
- La nature de la logique en deux livres / Jacques Zabarella
- Phénoménologie de l’attention / Edmund Husserl
- Des cas perplexes en droit / G.W. Leibniz
- Œuvres choisies I / Dietrich de Freiberg
- Commentaire aux Catégories d’Aristote / Porphyre
- Psychanalyse et analytique du Dasein / Médard Boss
- De la méthode mathématique et la Correspondance avec Exner / Bernard Bolzano
- Signatura rerum / Giorgio Agamben
- Psychologie générale selon la méthode critique / Paul Natorp
- Psychologie du point de vue empirique / Franz Brentano
- Anthropologie du point de vue pragmatique Introduction à l’Anthropologie / Emmanuel Kant / Michel Foucault
- À l’école de Brentano / Husserl, Stumpf, Ehrenfels, Meinong, Twardowski, Marty
- Le système des valeurs et autres articles / Heinrich Rickert
- Logique ancienne et nouvelle / Johannes Clauberg
- Énésidème / Gottlob Ernst Schulze
- Race et État / Eric Voegelin
- Mysticisme et logique / Bertrand Russell
- Leçons sur la logique 1831 / G.W.F. Hegel
- Renaissance de la philosophie / Carl Stumpf
- Bolzano contre Kant / Franz Příhonský
- Phénoménologie de l’esprit / G.W.F. Hegel
- Phénoménologie de l’esprit / G.W.F. Hegel
- Questions disputées sur la Vérité / Thomas d’Aquin
- Le magnétiseur amoureux / Charles de Villers
- Le concept de nature / Alfred North Whitehead
- La doctrine de l’État (1813) / J.G. Fichte
- Henri Gouhier se souvient... / Marie-Louise Gouhier et Giulia Belgioioso (éd.)
- Sur le renouveau / Edmund Husserl
- L’herméneutique en rétrospective / Hans-Georg Gadamer
- Esthétique. / G.W.F. Hegel
- Le principe d’individuation / Jean Duns Scot
- Léviathan / Thomas Hobbes
- Esquisses herméneutiques / Hans Georg Gadamer
- Recherches pour une logique herméneutique / Hans Lipps
- Les fondements a priori du droit civil / Adolf Reinach
- Essais et Traités sur plusieurs sujets III / David Hume
- Leçons sur l’histoire de la philosophie / G.W.F. Hegel
- Controverse sur la vie, l’organisme et le mixe / Gottfried Wilhelm Leibniz Georg Ernst Stahl
- Encyclopédie des sciences philosophiques / G.W.F. Hegel
- Correspondance 1934–1964 / Leo Strauss et Eric Voegelin
- Du point de vue logique / Willard Von Orman Quine
- Confluences / Franz Rosenzweig
- De Conditionibus / Gottfried Wilhelm Leibniz
- Essais et Traités sur plusieurs sujets IV / David Hume
- La connaissance humaine / Bertrand Russell
- Leçons sur le droit naturel et la science de l’état / G.W.F. Hegel
- La logique de la philosophie et la doctrine des catégories / Emil Lask
- Pragmatisme et sociologie / Émile Durkheim
- Nouvel organon / Jean-Henri Lambert
- De la construction de la science (Novum Organon renovatum, livre II) / William Whewell
- Lettres et témoignages sur la Révolution française / J.G. Fichte
- Les chemins de Heidegger / Hans-Georg Gadamer
- Qu’est-ce que la philosophie? / Wilhelm Windelband
- Essai sur l’origine des connaissances humaines / Étienne Bonnot de Condillac
- Symphilosophie / Denis Thourd (éd.)
- La phénoménologie constitutive / Aron Gurwitsch
- Première question disputée sur la vérité / Thomas d’Aquin
- Discours de la servitude volontaire / Etienne de La Boétie
- Théorie de la connaissance / Bertrand Russell
- Psychologie phénoménologique / Edmund Husserl
- Somme de l’âme / Jean de la Rochelle
- Foi et savoir / Franz Rosenzweig
- Écrits sur la religion (1822–1829) / G.W.F. Hegel
- Les êtres de raison / Francisco Suarez
- Œuvres VII Essai sur les fondements de la psychologie / Maine de Biran
- Traité du premier principe / Duns Scot
- Néokantismes et théorie de la connaissance / Cohen, Natorp, Cassirer, Rickert, Windelband, Lask, Cohn
- Exposition de mon système de la philosophie Sur le vrai concept de la philosophie de la nature / Friedrich Wilhelm Joseph Schelling
- Question disputée L’union du verbe incarné (De unione verbi incarnati) / Thomas d’Aquin
- De Corpore / Thomas Hobbes
- Commentaire du Traité De l’âme d’Aristote / Thomas d’Aquin
- Le principe de la méthode infinitésimale et son histoire Un chapitre dans la fondation de la connaissance (1883) / Hermann Cohen
- Théorie de l’objet & Présentation personnelle / Alexius Meinong
- La distinction de l’étant fini et de son être / Francisco Suarez
- Méditations personnelles sur la philosophie élémentaire / J.G. Fichte
- L’idéographie / Gottlob Frege
- Essais et traités sur plusieurs sujets I / David Hume
- Œuvres XI-2 Les questions concernant la liberté, la nécessité et le hasard / Thomas Hobbes
- Œuvres XII-2 L’homme public au temps de “la” légitimité 1815–1824 / Maine de Biran
- Œuvres XII-1 L’homme public au temps des “gouvernements illégitimes” 1789–1814 / Maine de Biran
- Essai philosophique concernant l’entendement humain / John Locke
- La fable des abeilles Première partie / Bernard Mandeville
- Recherches sur la Révolution Française / August Wilhelm Rehberg
- Recherche philosophique sur l’origine de nos idées du sublime et du beau / Edmund Burke
- Commentaires sur le Timée Livre 2 / Proclus
- Disputes métaphysiques / Francisco Suarez
- Le concept de nature / Alfred North Whitehead
- Œuvres I Ecrits de jeunesse / Maine de Biran
- Questions disputées sur la vérité / Thomas d’Aquin
- Introduction à la logique et à la théorie de la connaissance cours (1906/07) / Edmund Husserl
- La sagesse des anciens / Francis Bacon
- Deux traités du gouvernement / John Locke
- L’ironie romantique / G.W.F. Hegel
- Premiers écrits (Francfort 1797–1800) / G.W.F. Hegel
- La théologie comme science pratique / Jean Duns Scot
- Introduction à la philosophie / Friedrich Wilhelm Joseph Schelling
- Œuvres complètes XXI Index biblique, patristique, philosophique et scientifique / Nicolas Malebranche
- Œuvres XIII-3 Correspondance philosophique (1805–1824) / Maine de Biran
- Œuvres XIII-2 Correspondance philosophique (1766–1804) / Maine de Biran
- Commentaires sur le Timée Livre 1 / Proclus
- Œuvres complètes / René Descartes
- Leçons sur la théorie de la signification / Edmund Husserl
- Philosophie de la maçonnerie et autres textes / J.G. Fichte
- L’être et l’essence / Thomas d’Aquin
- Œuvres IV De l’aperception immédiate / Maine de Biran
- Système de politique positive / Auguste Comte
- L’être et l’essence / Étienne Gilson
- Remarques touchant les observations sur le sentiment du beau et du sublime / Emmanuel Kant
- Essais sur Tocqueville et la société américaine / John Stuart Mill
- Œuvres philosophiques / Dom Léger Marie Deschamps
- L’Image / Jean Duns Scot
- La logique ou l’art de penser / Antoine Arnauld et Pierre Nicole
- Querelle de l’athéisme suivie de divers textes sur la religion / J.G. Fichte
- Sur les objets intentionnels (1893–1901) / Edmund Husserl et Kasimir Twardowski
- Discours de Métaphysique et Correspondance avec Arnauld / Gottfried Wilhelm Leibniz
- Confessio philosophi La profession de foi du philosophe / Gottfried Wilhelm Leibniz
- Correspondance avec Thomasius / Gottfried Wilhelm Leibniz
- Œuvres XIII-1 Correspondance avec Ampère / Maine de Biran
- Œuvres XI-2 Commentaires sur les philosophies du XVIIIe siècle / Maine de Biran
- Œuvres XI-1 De la liberté et de la nécessité Suivi de Réponse à la capture de Léviathan (Controverse avec Bramhall, 1) / Thomas Hobbes
- Œuvres XII-1 Hérésie et histoire / Thomas Hobbes
- Principes de la philosophie du droit / G.W.F. Hegel
- Aristote les diverses acceptations de l’être / Franz Brentano
- Le principe d’individuation / Duns Scot
- Questions disputées sur la vérité / Thomas d’Aquin
- Questions disputées sur la vérité / Thomas d’Aquin
- Le Monothèisme / Friedrich Wilhelm Joseph Schelling
- Œuvres complètes V Correspondance. mai 1647–février 1650 / René Descartes
- Traité de la réforme de l’entendement et de la meilleure voie à suivre pour parvenir à la vraie connaissance des choses / Baruch de Spinoza
- Recherche sur l’origine de nos idées de la beauté et de la vertu / Francis Hutcheson
- De la quadruple racine du principe de raison suffisante / Arthur Schopenhauer
- La fable des abeilles Seconde partie / Bernard Mandeville
- Questions disputées sur la vérité / Thomas d’Aquin
- Correspondance 1923–1971 / Étienne Gilson et Jacques Maritain
- Leçons sur l’histoire de la philosophie VII / G.W.F. Hegel
- Essais et conférences / Éric Weil
- Essais et conférences / Éric Weil
- De l’horizon de la doctrine humaine La restitution universelle / Gottfried Wilhelm Leibniz
- Le caractère de l’époque actuelle / J.G. Fichte
- Œuvres IX Nouvelles considérations sur les rapports du physique et du moral Textes relatifs à la physiologie autour de 1820 / Maine de Biran
- Œuvres XI-3 Commentaires sur les philosophies du XIXe siècle / Maine de Biran
- Œuvres XI-1 Commentaires sur les philosophies du XVIIe siècle / Maine de Biran
- Œuvres IX Behemoth / Thomas Hobbes
- Œuvres X Dialogue entre un philosophe et un légiste des Common Laws d’Angleterre / Thomas Hobbes
- Œuvres complètes XXIII Index microfiches de l’ensemble des concordances / Nicolas Malebranche
- Leçons sur l’histoire de la philosophie I / G.W.F. Hegel
- Leçons sur l’histoire de la philosophie II / G.W.F. Hegel
- Textes pédagogiques / G.W.F. Hegel
- Œuvres choisies de philosophie première / J.G. Fichte
- Textes sur la loi naturelle, la morale et la religion / John Locke
- De la Démocratie en Amérique / Alexis de Tocqueville
- Philosophie élémentaire Essai d’une nouvelle théorie de la faculté humaine de représentation (extraits) Contributions à la rectification des erreurs commises jusqu’ici par les philosophes (choix d’essais) Du fondement du savoir philosophique / Karl Leonhard Reinhold
- De l’origine et des limites de la correspondance entre l’algèbre et la géométrie / Antoine-Augustin Cournot
- Œuvres X-2 Dernière philosophie : Existence et anthropologie / Maine de Biran
- Essai sur la philosophie transcendantale / Salomon Maïmon
- Manuscrit de Duisbourg (1774–1775) Choix de réflexions des années 1772–1777 / Emmanuel Kant
- Foi et savoir / G.W.F. Hegel
- Œuvres III Mémoire sur la décomposition de la pensée Mémoire sur les rapports de l’idéologie et des mathématiques / Maine de Biran
- Encyclopédie des sciences philosophiques / G.W.F. Hegel
- Réponse à Eschenmayer sur la philosophie de la nature. Philosophie et religion. Recherches philosophiques sur l’essence de la liberté humaine et les questions connexes. Objections d’Eschenmayer contre les Recherches et réponses de Schelling / Friedrich Wilhelm Joseph Schelling
- Le sens du destin / Arthur Schopenhauer
- Œuvres complètes III Correspondance. Janvier 1640–juin 1643 / René Descartes
- Œuvres complètes I Correspondance. Avril 1622–février 1638 / René Descartes
- Œuvres complètes II Correspondance. Mars 1638–décembre 1639 / René Descartes
- Essai d’une critique de toute révélation (1792–1793) / J.G. Fichte
- Traité politique / Baruch de Spinoza
- Abrégé de grammaire hébraïque / Baruch de Spinoza
- Traité des animaux / Étienne Bonnot de Condillac
- Œuvres complètes V Matérialisme, Vitalisme, Rationalisme Étude sur l’emploi des données de la science en philosophie / Antoine-Augustin Cournot
- Œuvres complètes VIII-2 Epistola ad Voetium. Lettre apologétique. Notae in programma / René Descartes
- Fragments de la période de Berne (1793–1796) / G.W.F. Hegel
- Discours de la méthode / René Descartes
- Écrits de philosophie première / J.G. Fichte
- Œuvres II Influence de l’habitude sur la faculté de penser / Maine de Biran
- Œuvres X-1 Dernière philosophie : morale et religion / Maine de Biran
- Précis de l’Encyclopédie des sciences philosophiques / G.W.F. Hegel
- Histoire des animaux / Aristote
- Essai sur la connaissance approchée / Gaston Bachelard
- Textes sur la vue et sur les couleurs / Arthur Schopenhauer
- Œuvres complètes X Physico-mathematica. Compendium musicae. Regulae ad directionem ingenii. Recherche de la vérité. Supplément à la correspondance / René Descartes
- La métaphysique / Aristote
- La métaphysique / Aristote
- La métaphysique / Aristote
- La différence entre les systèmes philosophiques de Fichte et de Schelling / G.W.F. Hegel
- Œuvres VIII Rapports des sciences naturelles avec la psychologie, et autres écrits sur la psychologie / Maine de Biran
- Traité du ciel suivi du Traité Pseudo-Aristotélicien Du monde / Aristote
- La relation du scepticisme avec la philosophie, suivie de l’Essence de la critique philosophique / G.W.F. Hegel
- Œuvres complètes XI Le monde. Description du corps humain. Passions de l’âme. Anatomica. Varia / René Descartes
- Rapport clair comme le jour adressé au grand public sur le caractère propre de la philosophie nouvelle (1801) et autres textes / J.G. Fichte
- Encyclopédie des sciences philosophiques / G.W.F. Hegel
- Métaphysique et morale / Félix Ravaisson
- Le philosophe-roi et le roi-philosophe / Christian Wolff
- Œuvres complètes X Méditations chrétiennes et métaphysiques / Nicolas Malebranche
- Œuvres complètes XV Entretien d’un philosophe chrétien et d’un philosophe chinois / Nicolas Malebranche
- Leçons sur l’histoire de la philosophie VI / G.W.F. Hegel
- Œuvres V Discours à la société médicale de Bergerac / Maine de Biran
- Traité élémentaire de la théorie des fonctions et du calcul infinitésimal / Antoine-Augustin Cournot
- Histoire générale de la nature et Théorie du ciel (1755) / Emmanuel Kant
- Traité de la réforme de l’entendement, et de la meilleure voie à suivre pour parvenir à la vraie connaissance des choses / Baruch de Spinoza
- Œuvres VI Rapports du physique et du moral de l’homme / Maine de Biran
- Œuvres complètes XXII Index général. Vocabulaire d’auteur. Index des occurences. Concordance des hautes fréquences / Nicolas Malebranche
- Essais philosophiques choisis (1794–1795) / J.G. Fichte
- Œuvres completes I Exposition de la théorie des chances et des probabilités / Antoine-Augustin Cournot
- Opuscules théologiques / Thomas d’Aquin
- Opuscules théologiques / Thomas d’Aquin
- Œuvres complètes XII-XIII Entretiens sur la métaphysique et sur la religion Entretiens sur la mort / Nicolas Malebranche
- Œuvres complètes VII Meditationes de prima philosophia / René Descartes
- Constantes philosophiques de l’Être / Étienne Gilson
- Œuvres complètes VI Discours de la méthode et essais / René Descartes
- Éthique / Baruch de Spinoza
- Œuvres complètes VIII-1 Principia philosophiae / René Descartes
- Œuvres complètes IX-1 Méditations métaphysiques / René Descartes
- La philosophie égarée / Robert Levi
- Œuvres completes III Traité de l’enchaînement des idées fondamentales / Antoine-Augustin Cournot
- Œuvres complètes X Revue sommaire des doctrines économiques / Antoine-Augustin Cournot
- Introduction à la philosophie de la civilisation / Jean Walch
- Œuvres complètes IX Principes de la théorie des richesses / Antoine-Augustin Cournot
- Leçons sur le pouvoir politique / Francisco de Vitoria
- Œuvres complètes VIII Recherches sur les principes mathématiques de la théorie des richesses / Antoine-Augustin Cournot
- Leçons sur la philosophie de l’histoire / G.W.F. Hegel
- Œuvres complètes XVII-2 Mathematica Malebranche et la réforme mathématique en France de 1689 à 1706 / Nicolas Malebranche
- Œuvres complètes VI–VII Recueil de toutes les réponses à Monsieur Arnauld / Nicolas Malebranche
- Œuvres complètes IX-2 Principes / René Descartes
- Leçons sur l’histoire de la philosophie V / G.W.F. Hegel
- Meditationes de prima philosophia Méditations métaphysiques / René Descartes
- Opuscules philosophiques choisis / Gottfried Wilhelm Leibniz
- Œuvres complètes VIII–IX Recueil de toutes les réponses à Monsieur Arnauld / Nicolas Malebranche
- Œuvres complètes XIV Traité de l’amour de Dieu et lettres au P. Lamy / Nicolas Malebranche
- Œuvres complètes XVIII Correspondance et actes (1638–1689) / Nicolas Malebranche
- Œuvres complètes XIX Correspondance et actes (1690–1715) / Nicolas Malebranche
- Œuvres complètes XX Malebranche vivant Biographie, bibliographie / Nicolas Malebranche
- Prédications / Télès et Musonius
- Œuvres complètes XI Traité de morale / Nicolas Malebranche
- Œuvres complètes XVII-1 Pièces jointes et écrits divers / Nicolas Malebranche
- Des institutions d’instruction publique en France / Antoine-Augustin Cournot
- Les Météorologiques / Aristote
- Œuvres complètes IV Correspondance. Juillet 1643–avril 1647 / René Descartes
- Recension des œuvres de Jacobi / G.W.F. Hegel
- Œuvres complètes III De la recherche de la vérité Éclaircissements / Nicolas Malebranche
- Œuvres complètes V Traité de la nature et de la grâce / Nicolas Malebranche
- Leçons sur la philosophie de la religion IV / G.W.F. Hegel
- Leçons sur l’histoire de la philosophie IV / G.W.F. Hegel
- La clef des songes / Artémidore d’Éphèse
- Œuvres completes II Essai sur les fondements de nos connaissances et sur les caractères de la critique philosophique / Antoine-Augustin Cournot
- De la conduite de l’entendement / John Locke
- Lettres philosophiques / Jean-Jacques Rousseau
- Œuvres complètes II De la recherche de la vérité Livres IV–VI / Nicolas Malebranche
- Œuvres complètes XVI Réflexions sur la prémonition physique / Nicolas Malebranche
- Draft A. Première esquisse de l’essai philosophique concernant l’entendement humain / John Locke
- Recherches sur l’évidence des principes de la théologie naturelle et de la morale / Emmanuel Kant
- Le pluralisme cohérent de la chimie moderne / Gaston Bachelard
- Ce que c’est que la France toute catholique sous le règne de Louis le Grand / Pierre Bayle
- Siris / George Berkeley
- Œuvres complètes IV Considérations sur la marche des idées et des événements dans les temps modernes / Antoine-Augustin Cournot
- Étude sur l’évolution d’un problème de physique / Gaston Bachelard
- Leçons sur l’histoire de la philosophie III / G.W.F. Hegel
- Leçons sur la philosophie de la religion III / G.W.F. Hegel
- Leçons sur la philosophie de la religion II / G.W.F. Hegel
- Considérations sur l’Optimisme (1759) – L’unique fondement possible d’une démonstration de l’existence de Dieu (1763) – Sur l’insuccès de tous les essais de théodicée (1791) – Pensées successives sur la théodicée et la religion / Emmanuel Kant
- Œuvres complètes IV Conversations chrétiennes / Nicolas Malebranche
- Œuvres complètes I De la recherche de la vérité Tome I des œuvres complètes Livre 1–3 / Nicolas Malebranche
- Enchiridion militis christiani / Érasme
- Leçons sur la philosophie de la religion I / G.W.F. Hegel
- Siris / George Berkeley
- Leçons sur la philosophie de la religion V / G.W.F. Hegel
- Commentaires sur la République Dissertations I–VI (République I–III) / Proclus
- Commentaires sur la République Dissertations XV–XVII (République X) / Proclus
- Commentaires sur la République Dissertations VII–XIV (République IV–IX) / Proclus
- Commentaires sur le Timée Livre 5 / Proclus
- Le Défenseur de la paix / Marsile de Padoue
- Commentaires sur le Timée Livre 3 / Proclus
- Institution de la religion chrestienne Livre premier / Jean Calvin
- Platon et Aristote / Bossuet
- Institution de la religion chrestienne / Jean Calvin
- Disquisition metaphysica / Pierre Gassendi
- Institution de la religion chrestienne Livre quatrième / Jean Calvin
- Livre des Directives et Remarques / Avicenne
- Institution de la religion chrestienne / Jean Calvin
- Dissertations en forme de paradoxes contre les aristotéliciens / Pierre Gassendi
- Deux traités sur la foi : “Miroir de la foi” (Speculum fidei), “Énigme de la foi” (Enigma fidei) / Guillaume de Saint-Thierry
- Traité de la nature et de la grâce / Nicolas Malebranche
- Commentaire sur le Cantique des Cantiques / Guillaume de Saint-Thierry
- Institution de la religion chrestienne Livre second / Jean Calvin
- Deux traités de l’amour de Dieu : De la contemplation de Dieu. De la nature et de la dignité de l’amour / Guillaume de Saint-Thierry
- Correspondance avec Arnauld et Morus / René Descartes
- L’idée de bien chez Tolstoï et Nietzsche / Léon Chestov
- La Métaphysique / Théophraste
- Mémoires autobiographiques / Charles Bonnet
- Les oiseaux / Aristophane
- Correspondance avec J.J. Dortous de Mairan / Nicolas Malebranche
- Deux pièces imparfaites sur la grâce et le Concile de Trente, extraites du manuscrit de l’Abbé Périer / Blaise Pascal
- Lettres familières à François Luillier pendant l’hiver 1632–1633 / Pierre Gassendi
- La chanson de l’ombre / Juan-Dominguez Berruetta
- Lettres inédites / Franz von Baader
- Les intuitions atomistiques / Gaston Bachelard
- La valeur inductive de la relativité / Gaston Bachelard
- Le traité de l’infini / Jean Mair
- Les aspects de l’image visuelle / René Duret
- Meditativae Orationes / Guillaume de Saint-Thierry
- Lettres inédites à C. de Blignières / Auguste Comte
- Les derniers entretiens / Charles Renouvier
- Apocalypse